# Rocca dei Terzi
La Rocca dei Terzi, nota anche come rocca di Sissa, è un castello d'epoca medievale, più volte modificato nei secoli successivi, che sorge in viale della Rocca 6 a Sissa, nel comune di Sissa Trecasali in provincia di Parma; è sede di alcuni uffici municipali.

## Storia
L'originario castello innalzato a difesa del territorio di Sissa fu probabilmente edificato già nell'XI secolo, anche se i primi documenti che ne attestarono l'esistenza risalgono al 1182, quando il luogo, era in condominio tra alcune nobili famiglie, tra le quali i da Cornazzano, che poi mutarono il cognome in Terzi; nel 1195 l'imperatore Enrico VI di Svevia concesse al Capitolo della Cattedrale di Parma la giurisdizione su Sissa.
Nel 1362 Bernabò Visconti aveva riconosciuto al suo condottiero Gherardino Terzi il possesso di Torricella, alla foce del Taro, con l'incarico di fortificarla; la piccola struttura fu quindi ricostruita completamente e notevolmente rinforzata, tanto da risultare quasi inattaccabile per oltre mezzo secolo.
Nel 1386 Giberto I dei Terzi, fratello di Niccolò Terzi il Vecchio,  divenne capostipite di questo ramo della casata, quando fu investito del feudo di Sissa e Trecasali da parte di Gian Galeazzo Visconti.
Agli inizi del XV secolo il castello riuscì a resistere ai numerosi e violenti assalti da parte dei Rossi; tuttavia, durante gli scontri con il ducato di Milano, nel 1422 fu occupato dalle truppe della repubblica di Venezia, alleate dei Terzi, e danneggiato profondamente negli attacchi che subirono; la fortezza, ormai indifendibile, fu quindi demolita, a eccezione soltanto del mastio, di cui Guido Terzi rientrò in possesso al termine degli scontri. I lavori di ricostruzione dell'edificio in forme residenziali furono avviati nel 1440 da Giberto, Nicolò e Guido Terzi, in seguito all'investitura del feudo di Sissa da parte di Filippo Maria Visconti.
Nel 1551, durante la guerra di Parma, che oppose il duca Ottavio Farnese, alleato dei Terzi ed appoggiato dal re di Francia Enrico II, e il papa Giulio III, sostenuto dall'imperatore del Sacro Romano Impero Carlo V d'Asburgo, la rocca di Sissa fu saccheggiata da Troilo II de' Rossi, comandante delle truppe pontificie; l'anno successivo i Terzi rientrarono nella loro devastata proprietà.
Nel corso del XVIII secolo l'antico castello fu trasformato definitivamente nell'attuale veste di palazzo signorile, conservando solo l'antico mastio medievale.
Nel 1758 l'antica stirpe dei Terzi si estinse, con la scomparsa del conte Francesco Maria; la figlia Corona era andata in sposa al marchese Bonifacio II Rangoni, che aggiunse al proprio anche il cognome della consorte, dando origine ai Rangoni Terzi, mentre l'altra figlia Costanza si era coniugata col conte Antonio Camillo Marazzani Visconti, il cui figlio primogenito si chiamò Pietro Marazzani Terzi, mentre gli ultrogeniti, Marazzani Visconti Terzi.
Nel 1805 gli editti napoleonici abolirono i diritti feudali, tuttavia la casata Rangoni Terzi mantenne il possesso della rocca, che vendette verso la fine del XIX secolo alla famiglia dei Raimondi; questi ultimi la alienarono a loro volta nel 1900 al Comune di Sissa, che la adibì a sede municipale ed avviò i lavori di edificazione di un monumentale scalone d'ingresso, ai piedi del mastio. Intorno al 1950 fu inoltre ricostruita la scala di accesso sul lato orientale, mentre nel 1986 fu sostituita l'ampia gradinata innalzata all'inizio del secolo con un nuovo scalone in cemento armato e legno.
Il 27 gennaio del 2012 un forte terremoto colpì la provincia di Parma; la rocca ne fu lesionata tanto da essere dichiarata inagibile, costringendo all'immediato spostamento di tutti gli uffici comunali in una sede provvisoria. Furono successivamente avviati i lavori di consolidamento strutturale e restauro del torrione, completati nell'ottobre del 2017.

## Descrizione

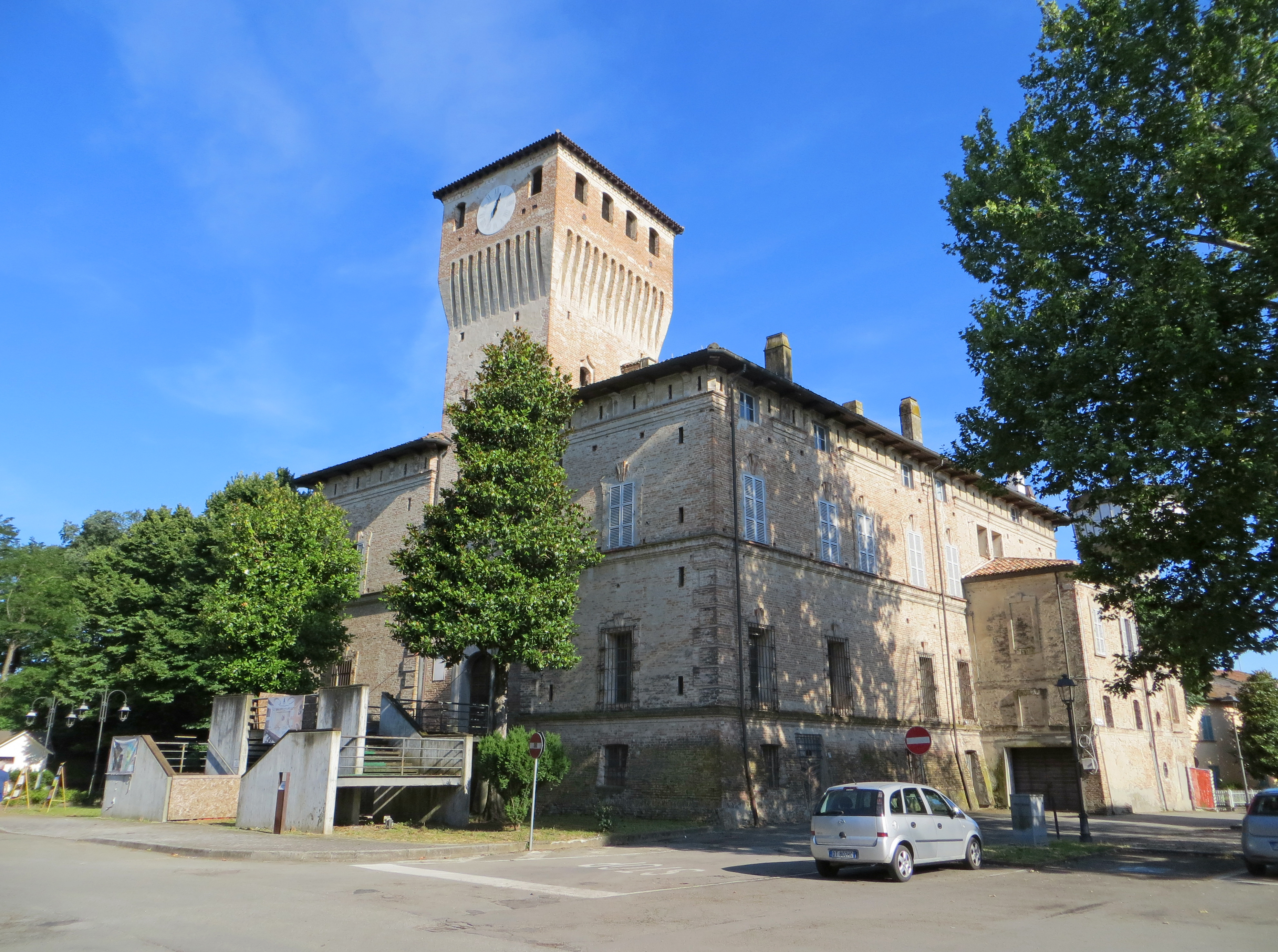
Facciata e lato ovest

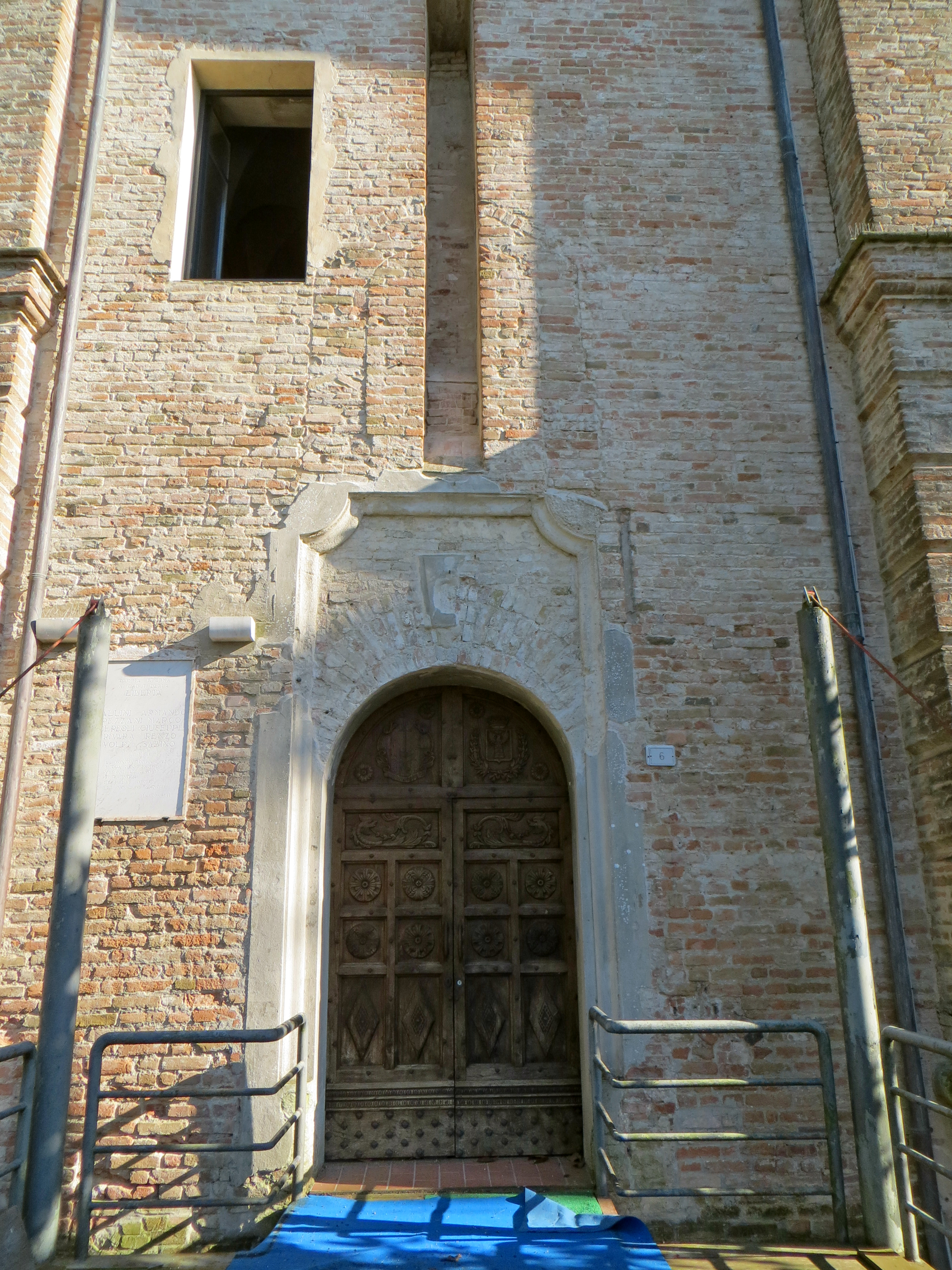
Portale d'ingresso

La rocca, di medie dimensioni, si sviluppa attorno ad un piccolo cortile centrale, collocato sul retro dell'alto mastio, che funge da ingresso.
Le facciate, interamente rivestite in laterizio, evidenziano le due principali epoche costruttive dell'edificio.
Il torrione di 27 m, che si innalza al centro della facciata principale, conserva ancora intatti i tratti medievali, tra cui gli antichi beccatelli con caditoie, le finestre strombate e la fessura centrale che fino al XV secolo ospitava il bolzone del ponte levatoio; quest'ultimo fu sostituito con un ponticello in muratura, demolito agli inizi del XX secolo per la realizzazione di una monumentale gradinata, a sua volta distrutta nel 1986 per lasciar spazio ad un moderno scalone a due rampe contrapposte, realizzato in cemento armato e legno; al centro del mastio, in sommità, è posizionato un grande orologio, che sostituisce l'antico esemplare cinquecentesco in ferro a carica manuale, ancora funzionante, oggi esposto in una sala interna.

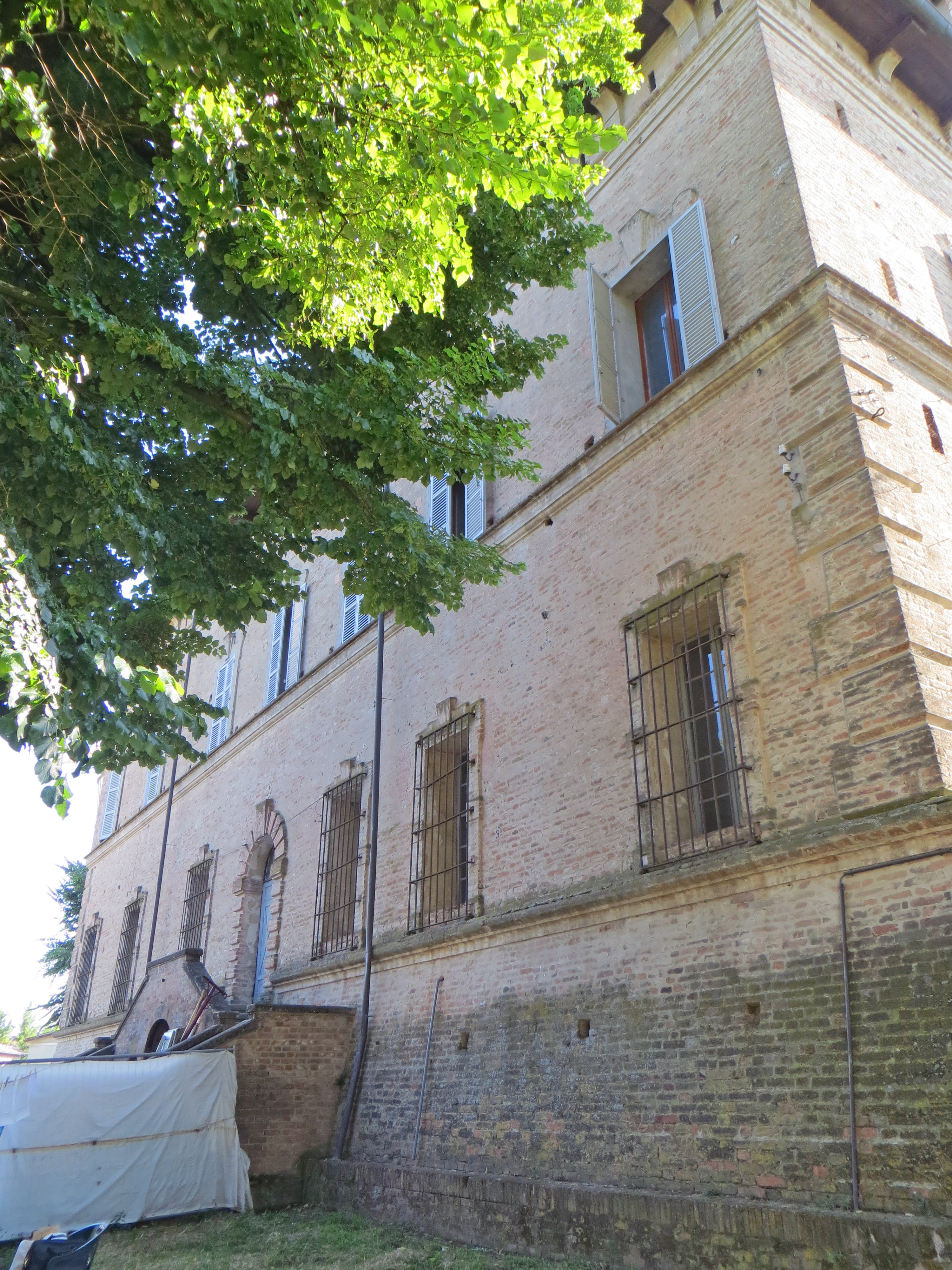
Lato est

Ai lati del torrione si sviluppano simmetricamente i corpi che compongono il palazzo signorile, dai tratti settecenteschi, evidenti in particolare nelle fasce marcapiano che suddividono i due principali livelli della struttura, nelle cornici barocche delle finestre, nelle decorazioni in finto bugnato degli spigoli e nell'elegante cornicione con mensoline a coronamento delle facciate.
Al centro della fronte orientale si apre un secondo ingresso, raggiungibile attraverso un grande scalone a due rampe in cemento e mattoni, realizzato intorno alla metà del XX secolo su progetto dell'architetto Mario Vacca.

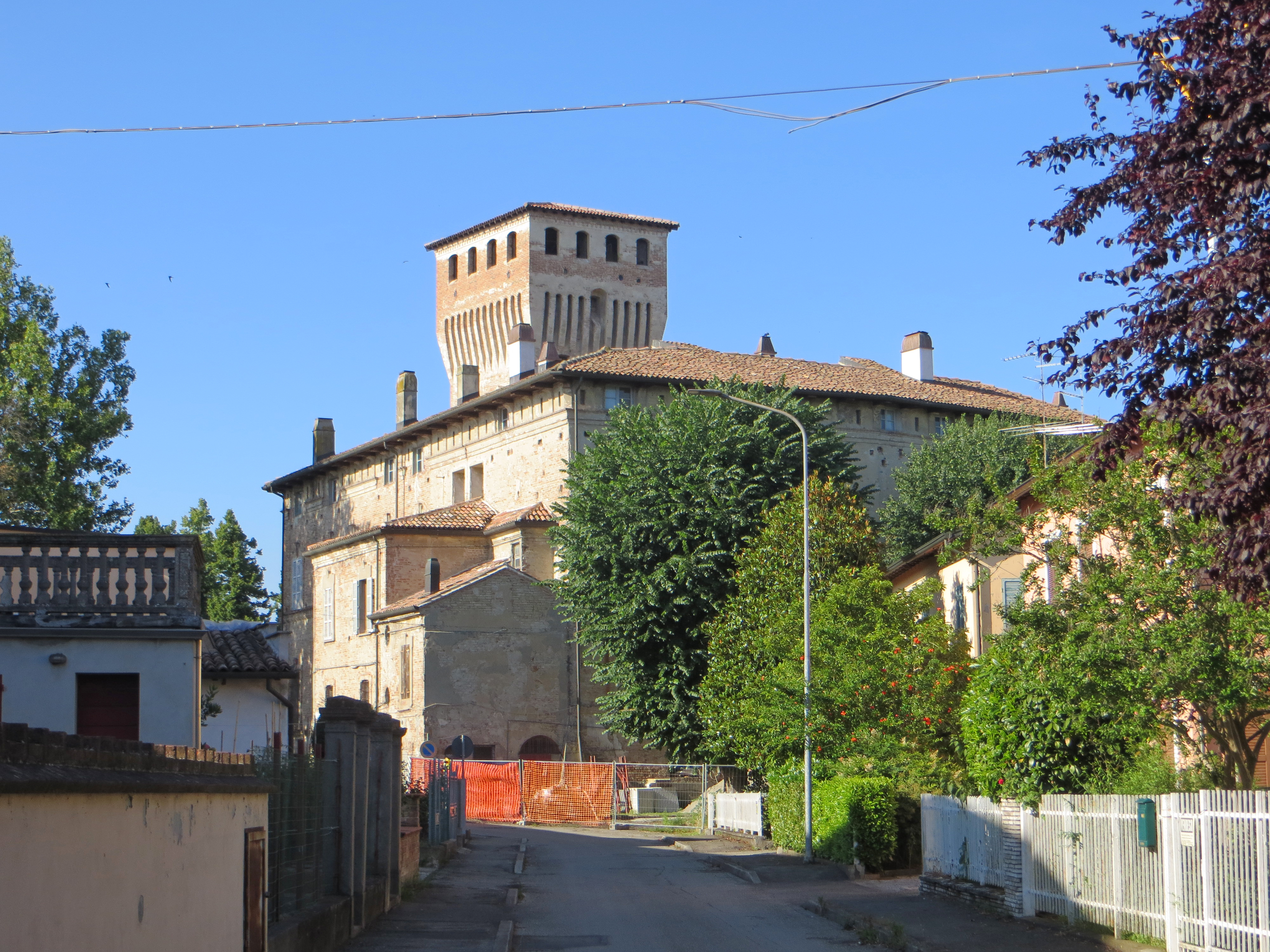
Lati ovest e sud

All'interno, il piccolo cortile centrale presenta le tracce dell'antico portico con loggiato sovrastante, che fu tamponato durante le antiche ristrutturazioni. La sala a sinistra dell'ingresso è decorata con stucchi ed affreschi raffiguranti Flora e putti, Vittoria sul cocchio, Allegoria e Divinità, realizzati probabilmente dal pittore Giovanni Bolla agli inizi del XVIII secolo. Lo scalone che conduce al livello superiore è ornato con stucchi che incorniciano ovali con figure mitologiche e sul soffitto l'affresco di Ganimede rapito dall'aquila.
Il primo piano presenta una serie di ambienti coperti da volte a vela ed a crociera; una piccola sala è interamente affrescata con immagini ottocentesche di soggetto esotico, raffiguranti paesaggi e personaggi rappresentativi dei continenti allora conosciuti; le pitture della stanzetta adiacente mostrano invece vedute paesistiche tra grottesche. L'ambiente di maggior pregio è però rappresentato dalla Sala del Consiglio, in origine adibita a teatrino; essa è ornata da un grande affresco settecentesco, raffigurante Dafne che sta per essere raggiunta da Apollo, seduto sul serpente pitone mentre scaccia la notte, prima di tramutarsi come vuole la leggenda in lauro, dipinto da Sebastiano Galeotti. Alle pareti sono inoltre collocate quattro tele di autore ignoto, di cui Il Giudizio di Salomone, La Fuga in Egitto e Figure in costume in un bosco risalenti al XVIII secolo e un Passaggio collinare dipinto probabilmente nel XVII secolo.

### Percorso di visita
Il castello dal 2015 fa parte del circuito dei castelli dell'Associazione dei Castelli del Ducato di Parma, Piacenza e Pontremoli.
Risulta visitabile in alcune occasioni il torrione quattrocentesco panoramico, al cui interno è esposto l'orologio cinquecentesco in ferro.